# Kevin Cordes

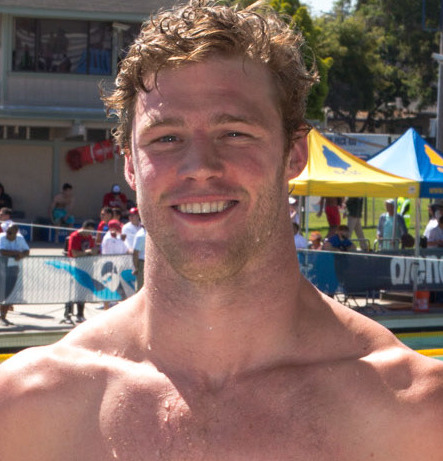
Kevin Cordes 2017 in Santa Clara

Kevin Cordes (* 13. August 1993 in Naperville, Illinois) ist ein ehemaliger Schwimmer aus den Vereinigten Staaten. Er erhielt eine olympische Goldmedaille. Bei Weltmeisterschaften erschwamm er dreimal Gold, dreimal Silber und einmal Bronze auf der 50-Meter-Bahn sowie je einmal Gold und Bronze auf der 25-Meter-Bahn.

## Sportliche Karriere
Kevin Cordes besuchte die Neuqua Valley High School, als Student an der University of Arizona gewann er in den Jahren 2012 bis 2014 mehrere Titel der National Collegiate Athletic Association im Brustschwimmen.

### Die Jahre bis zum Weltmeistertitel 2015
Bei den US Olympic Trials 2012 belegte Cordes über 100 Meter Brust den zwölften Platz. Ende 2012 nahm er an den Kurzbahnweltmeisterschaften in Istanbul teil. Über 100 Meter Brust wurde er Dritter hinter dem Italiener Fabio Scozzoli und dem Slowenen Damir Dugonjič. Cordes hatte eine halbe Sekunde Rückstand auf den Slowenen, zwischen dem Dritten und dem Sechsten lagen 0,05 Sekunden. Über 50 Meter Brust belegte Cordes den siebten Platz. Die 4-mal-100-Meter-Lagenstaffel mit Matt Grevers, Kevin Cordes, Tom Shields und Ryan Lochte gewann den Titel mit 1,83 Sekunden Vorsprung vor der russischen Staffel.

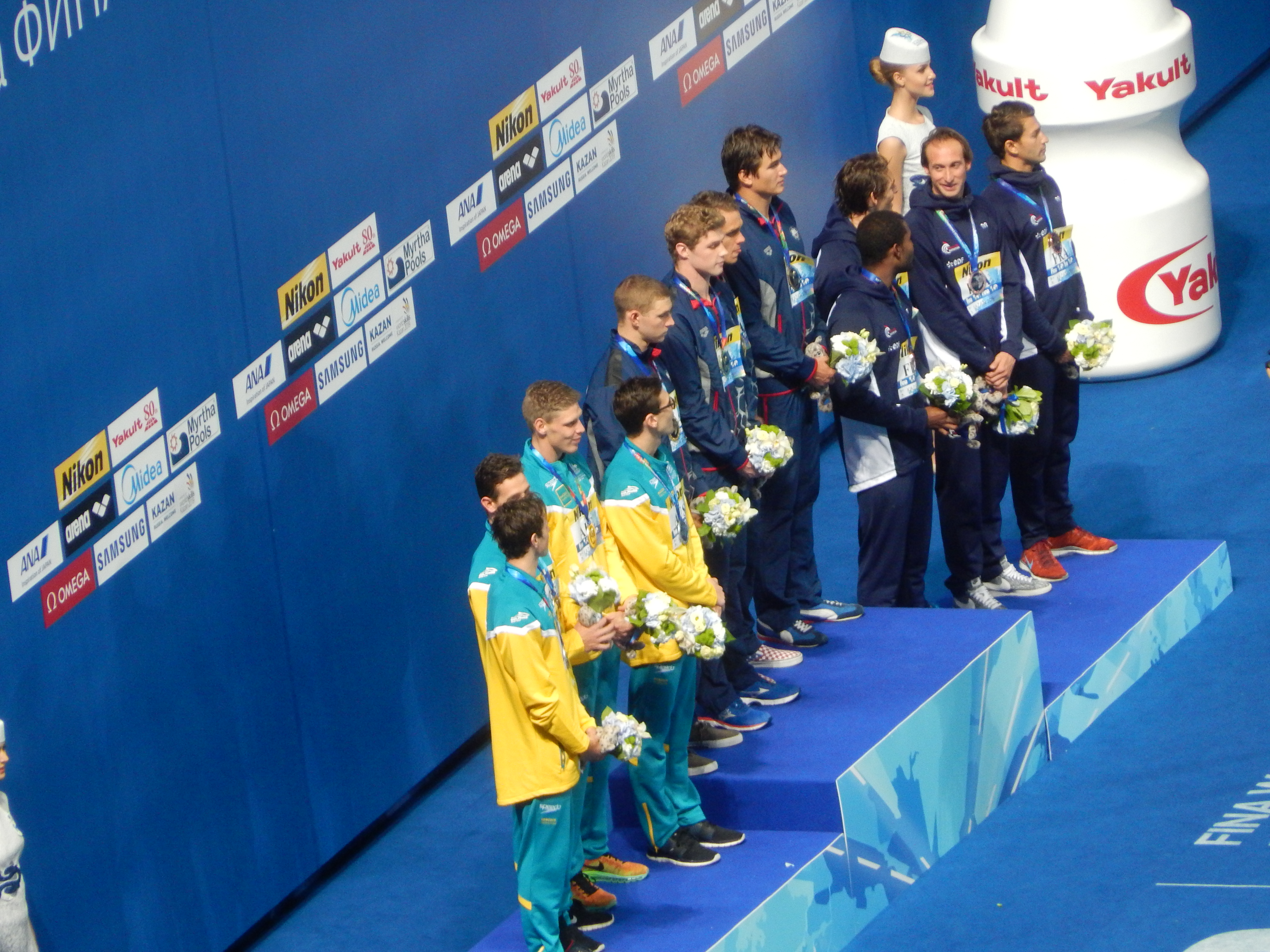
Siegerehrung der Männer-Lagenstaffel bei den Weltmeisterschaften 2015, Cordes ist der Sechste von vorn.

Im Jahr darauf bei den Weltmeisterschaften 2013 in Barcelona belegte Cordes über 100 Meter Brust den siebten Platz vor seinem Landsmann Nic Fink. Über 50 Meter Brust und über 200 Meter Brust schied Cordes vor dem Finale aus. Fink war Mitglied der 4-mal-100-Meter-Lagenstaffel mit der schnellsten Vorlaufzeit. Im Endlauf schwamm Cordes auf der Brustlage, das Quartett aus den Vereinigten Staaten wurde aber im Finale disqualifiziert. 2014 bei den Pan Pacific Swimming Championships in Gold Coast gewann die 4-mal-100-Meter-Lagenstaffel mit Matt Grevers, Kevin Cordes, Michael Phelps und Nathan Adrian mit über zwei Sekunden Vorsprung vor dem japanischen Quartett. Im Jahr darauf bei den Weltmeisterschaften in Kasan siegte über 50 Meter Brust der Brite Adam Peaty vor Cameron van der Burgh. Kevin Cordes wurde mit 0,2 Sekunden Rückstand auf den Südafrikaner Dritter mit 0,01 Sekunden Vorsprung vor dem Brasilianer Felipe França Silva. Über 200 Meter Brust gewann der Deutsche Marco Koch mit 0,29 Sekunden Vorsprung vor Cordes, Dritter wurde 0,05 Sekunden dahinter der Ungar Dániel Gyurta. In der 4-mal-100-Meter-Lagenstaffel erreichten Matt Grevers, Cody Miller, Tim Phillips und Ryan Lochte das Finale mit der schnellsten Vorlaufzeit. Im Endlauf waren Ryan Murphy, Kevin Cordes, Tom Shields und Nathan Adrian eine Sekunde schneller als die Vorlaufstaffel und gewannen den Titel mit 0,15 Sekunden Vorsprung auf die Australier. Alle acht beteiligten Schwimmer aus den Vereinigten Staaten erhielten eine Goldmedaille, wie dies seit 1984 üblich ist. Ryan Murphy, Kevin Cordes, Kendyl Stewart und Lia Neal schwammen im Vorlauf einen Weltrekord in der 4-mal-100-Meter-Mixed-Lagenstaffel. Ryan Murphy, Kevin Cordes, Katie McLaughlin und Margo Geer waren im Finale fast eine Sekunde langsamer als die Vorlaufstaffel und belegten den zweiten Platz hinter dem britischen Quartett, das auch den Weltrekord verbesserte.

### Die olympische Goldmedaille und die späten Jahre
Bei den Olympischen Spielen 2016 in Rio de Janeiro wurde zunächst der Wettbewerb über 100 Meter Brust ausgetragen. Cordes war Drittschnellster der Vorläufe und Fünftschnellster im Halbfinale. Im Finale belegte er den vierten Platz mit 0,35 Sekunden Rückstand auf seinen Landsmann Cody Miller. Über 200 Meter Brust war Cordes Siebtschnellster der Vorläufe und Fünfter des Halbfinales. Im Finale wurde er Achter mit 0,64 Sekunden Rückstand auf den Gewinner der Bronzemedaille. In der 4-mal-100-Meter-Lagenstaffel erreichten David Plummer, Kevin Cordes, Tom Shields und Caeleb Dressel im Vorlauf die zweitbeste Zeit hinter den Briten. Im Endlauf schwammen Ryan Murphy, Cody Miller, Michael Phelps und Nathan Adrian fast vier Sekunden schneller als die Vorlaufstaffel und siegten mit über einer Sekunde vor den Briten.
Bei den Weltmeisterschaften 2017 in Budapest schlug Cordes über 100 Meter Brust als Zweiter hinter Adam Peaty an. Auch über 50 Meter Brust gewann der Brite, Cordes belegte hier den fünften Platz. Über 200 Meter Brust wurde Cordes Sechster und lag damit einen Platz hinter seinem Landsmann Nic Fink. Die 4-mal-100-Meter-Lagenstaffel erreichte mit Ryan Murphy, Cody Miller, Tim Phillips und Townley Haas die schnellste Vorlaufzeit. Im Finale siegten Matt Grevers, Kevin Cordes, Caeleb Dressel und Nathan Adrian mit über einer Sekunde Vorsprung vor den Briten. In der 4-mal-100-Meter-Mixed-Lagenstaffel waren Ryan Murphy, Kevin Cordes, Kelsi Worrell und Mallory Comerford die Vorlaufschnellsten. Im Finale siegten Matt Grevers, Lilly King, Caeleb Dressel und Simone Manuel und waren anderthalb Sekunden schneller als die Vorlaufstaffel, die Zeit der Vorlaufstaffel hätte allerdings auch zum Sieg gereicht.
2019 bei den Panamerikanischen Spielen in Lima siegte der Brasilianer João Luiz Gomes Júnior über 100 Meter Brust vor Cody Miller und Kevin Cordes. Mit der 4-mal-100-Meter-Mixed-Lagenstaffel schwamm Cordes die schnellste Vorlaufzeit. Im Finale trat die Staffel mit Cody Miller auf der Brustlage an, wurde aber disqualifiziert. 2021 versuchte sich Kevin Cordes an der Qualifikation für die Olympischen Spiele in Tokio, wurde aber auf beiden Brustdistanzen nur Vierter bei den Trials, wobei seine Abstände auf die beiden Schnellsten jeweils über eine Sekunde betrugen.